# 碧玉投資
碧玉投資有限公司，簡稱碧玉投資（英語：Jasper Investments Limited，SGX：FQ7），在1987年由英國Ashmore Investment Management Limited在新加坡成立一家專門投資岸外油气钻井和服务领域。
而在總部位於1 HarbourFront Avenue #14-01 Keppel Bay Tower Singapore 098632。該股份在1993年10月25日於新加坡交易所主板上市。另外該公司前身為「依康國際有限公司」（Econ International Limited）。主席為Steven Simpson，總裁為Geoffrey Yeoh。
旗下公司包括碧玉海洋石油有限公司，以及JIL Limited。

## 連結
- JasperInvests.com （页面存档备份，存于）